# Magnassini-Nindri
Magnassini-Nindri är en ort i Komorerna.   Den ligger i distriktet Anjouan, i den centrala delen av landet, 140 km sydost om huvudstaden Moroni. Magnassini-Nindri ligger 93 meter över havet och antalet invånare är 2 213. Den ligger på ön Anjouan.
Terrängen runt Magnassini-Nindri är huvudsakligen kuperad, men norrut är den bergig. Havet är nära Magnassini-Nindri åt sydväst.  Närmaste större samhälle är Moutsamoudou, 12,5 km norr om Magnassini-Nindri. 